# Corvera de Asturias
Corvera de Asturias település Spanyolországban, Asztúria autonóm közösségben. Corvera de Asturias Avilés, Gozón, Carreño, Gijón, Llanera, Illas és Castrillón községekkel határos. Lakosainak száma 15 637 fő (2024).

## Népesség
A település népessége az utóbbi években az alábbiak szerint változott:
| Lakosok száma | 16 031 | 15 924 | 15 723 | 15 955 | 16 216 | 16 153 | 15 871 | 15 549 | 15 563 | 15 637 |
|               | 2001   | 2004   | 2007   | 2009   | 2012   | 2014   | 2017   | 2019   | 2022   | 2024   |